# Лубенщина (газета)
«Лубенщина» — лубенська районна україномовна громадсько-політична газета. Виходить двічі на тиждень щосереди та щосуботи. Наклад: 7000 примірників.

## Історія
Газета заснована в липні 1917 року під назвою «Известия Лубенского Совета робочих и солдатских депутатов». Редактором був 23 річний Єдуард Мульнер (псевдонім О. Ракитников). 1923 року почала виходити «Червона Лубенщина» — редактор Ісак Мостославський.
Після звільнення міста Лубни від німців газета відновила свій випуск з 1 січня 1944 року. З 1 вересня газета почала виходити на 4 сторінках тричі в тиждень.
1962 року газета називається «Ленінська зоря» — редактор Олександр Левадний, потім Василь Грузін (нині головний редактор «Сільських вістей»).
14 вересня 1991 року вийшов номер газети «Лубенщина». З лютого 2001 року — головний редактор газети — Іван Бурдим, член Національної спілки журналістів України, лауреат обласної премії імені Григорія Яценка, кавалер ордена Червоного Трудового Прапора, Почесний громадянин Лубен.

## Зміст
Виходить газета на 4, 6 або 8 аркушах формату А3 один раз на тиждень. Основним наповненням газети є новини, місцева самоврядність, соціальні проблеми, економіка, сільське господарство.

## Редакція
- Іван Бурдим — головний редактор газети
- відповідальний секретар — заступник головного редактора, лауреат обласної премії імені Григорія Яценка Микола Шматко
- редактор відділу громадсько-політичного життя, лауреат обласної премії імені Григорія Яценка, член Національної спілки журналістів України Євгенія Логвиненко
- редактор відділу міського життя, лауреат обласної премії імені Григорія Яценка, член Національної спілки журналістів України Микола Легуша
- редактор відділу сільського життя, член Національної спілки журналістів України, член Національної спілки письменників України, лауреат письменницьких і журналістських премій, голова літературного об'єднання імені Олеся Донченка при газеті «Лубенщина», яке створене у жовтні 1923 року, Олександр Міщенко
- фотокореспондент, член Національної спілки журналістів України Сергій Степченко
- літературні працівники, члени Національної спілки журналістів України Лідія Гайдар, Людмила Мисник
- оператори комп'ютерного набору, верстки і дизайну, член Національної спілки журналістів України Лідія Барабаш і Олена Моргун
- завідувачка відділу реклами та оголошень, обліку та звітності, головний бухгалтер Анна Лохматова

## Особистості
У різні часи в газеті працювали відомі поети і письменники: Павло Усенко, Михайло Козаков, Олесь Донченко, Пилип Капельгородський, Леонід Первомайський, Петро Артеменко, Віктор Безорудько, Надія Хоменко, Іван Гончаренко. Серед колишніх працівників газети два заслужених журналістів України — редактор газети Іван Кириченко та краєзнавець-письменник-журналіст Борис Ванцака.

## Нагороди
Газета нагороджена грамотою президії Верховної Ради УРСР, Почесною Грамотою обласної ради, Почесною грамотою Кабінету міністрів України і знаками до них.

## У мистецтві
Редактор відділу громадсько-політичного життя газети «Лубенщина» Євгенія Логвиненко присвятила газеті вірша:
|  | Не заблудились у траві роки, Й не потонули у Сулі поволі. «Известий» пожовтілі сторінки Забути не дадуть про них ніколи. «В «Лубенщині» тепер газетярі Відтворюють добу свою величну. І на шляхах не губляться роки, В Сулі не тонуть головні події, Газета дає їх знов залюбки Межи людей добро і правду сіє |